# 大西洋刺鯊
大西洋刺鯊（學名：Centrophorus granulosus）又名顆粒刺鯊、台灣刺鯊，是一種普遍的大型深海鯊魚。大西洋刺鯊沒有臀鰭，兩條背鰭都有鰭棘，吻長而闊，小齒較疏，尾鰭尖而且長。最大的大西洋刺鯊長1.5米。台灣刺鯊已併入此種中，牠俐分佈於墨西哥灣北、從薩伊北部至法國的東大西洋、近馬達加斯加及亞達伯拉的印度洋、及日本本州的太平洋、台灣東北部。

## 習性及棲息地
大西洋刺鯊生活在水深200米以下，最深達1,200米。牠們是卵胎生的，出生時已經是幼鯊。牠們主要吃其他魚類。